# Vridni
Vridni est un petit remorqueur à vapeur, construit à Rijeka en Croatie (à cette époque Fiume en Autriche-Hongrie), en 1894, sous le nom de Légy, par la filiale de Howaldtswerke-Deutsche Werft, Howaldt & Co, comme le premier nouveau bâtiment du nouveau chantier naval de Rijeka (aujourd'hui 3. Maj Shipyard), et l'un des deux remorqueurs construits pour l'usage propre du chantier naval. Le moteur à vapeur alternatif a été fabriqué à Kiel, en Allemagne.

## Historique
En 1902, Howaldt & Co cessa d'exister et le Légy fut vendu à Impressa Triestina di Tomasso Cossovich & Ci. de Trieste. En 1922, le navire est arrivé à Split, en Croatie, où, sous le nom de Doket, il a servi de remorqueur portuaire jusqu'en 1932. Ensuite, le navire a été utilisé au chantier naval de Split (maintenant Brodogradilište Split).
Pendant la seconde Guerre mondiale, le navire est incorporé en automne 1943 à la marine yougoslave de libération nationale, se cachant des dangers de l'aviation allemande dans les criques et les baies de l'île de Hvar. Le navire a participé au sauvetage du paquebot Gruž dans les eaux entourant l'île de Brač. Pendant le bombardement de Split, le 30 août 1944, le navire a subi des dommages et a été réparé plus tard à Vis. Ensuite, le navire a servi comme l'un des cargos auxiliaires de la marine partisane, jusqu'à la fin de la guerre.
Après la Seconde Guerre mondiale, le navire a d'abord été renommé Omladinac, puis Vridni en 1962 et servant dans le chantier naval de BrodoSplit jusqu'en 1969.

## Navire musée
Aujourd'hui, Vridni est, étant dans un état relativement mauvais et dépourvu de moteur, exposé sur un parking du chantier naval de BrodoSplit, en attendant apparemment une restauration. Comme navire-musée, il est inscrit sur la liste du Patrimoine culturel de la République de Croatie, sous le numéro d'enregistrement Z-437.

## Galerie

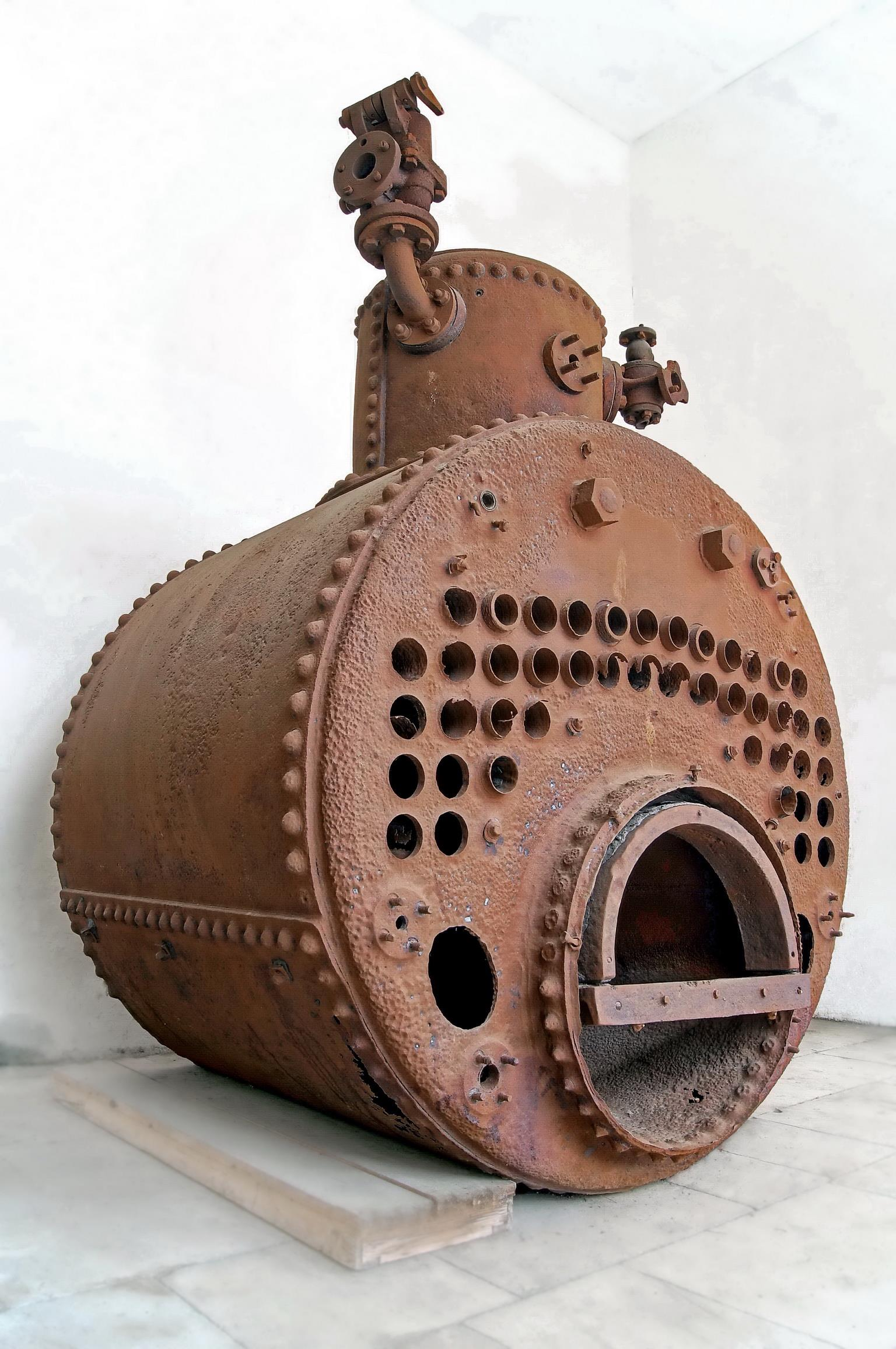
Chaudière "Scotch"
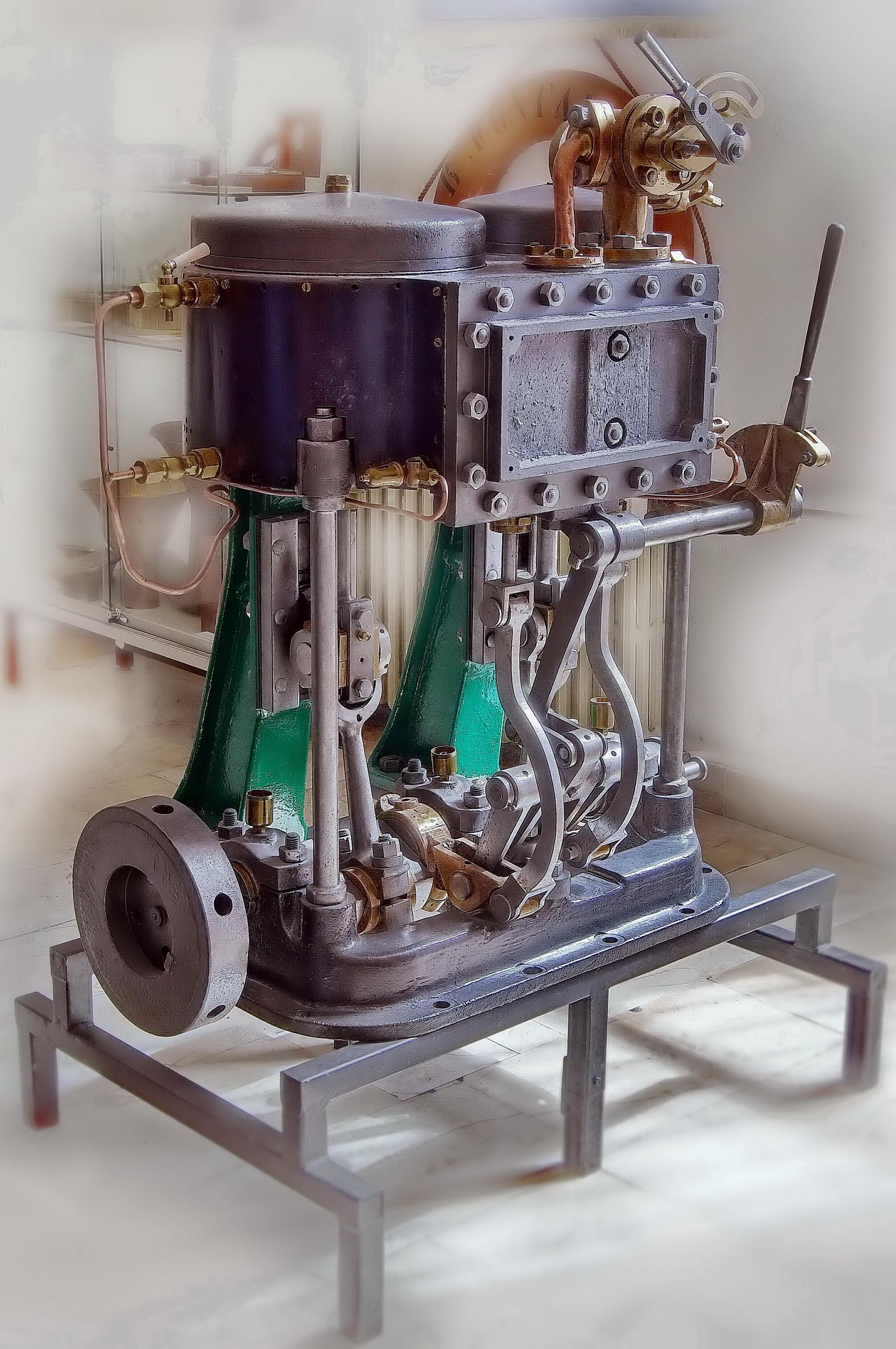
Machine à vapeur
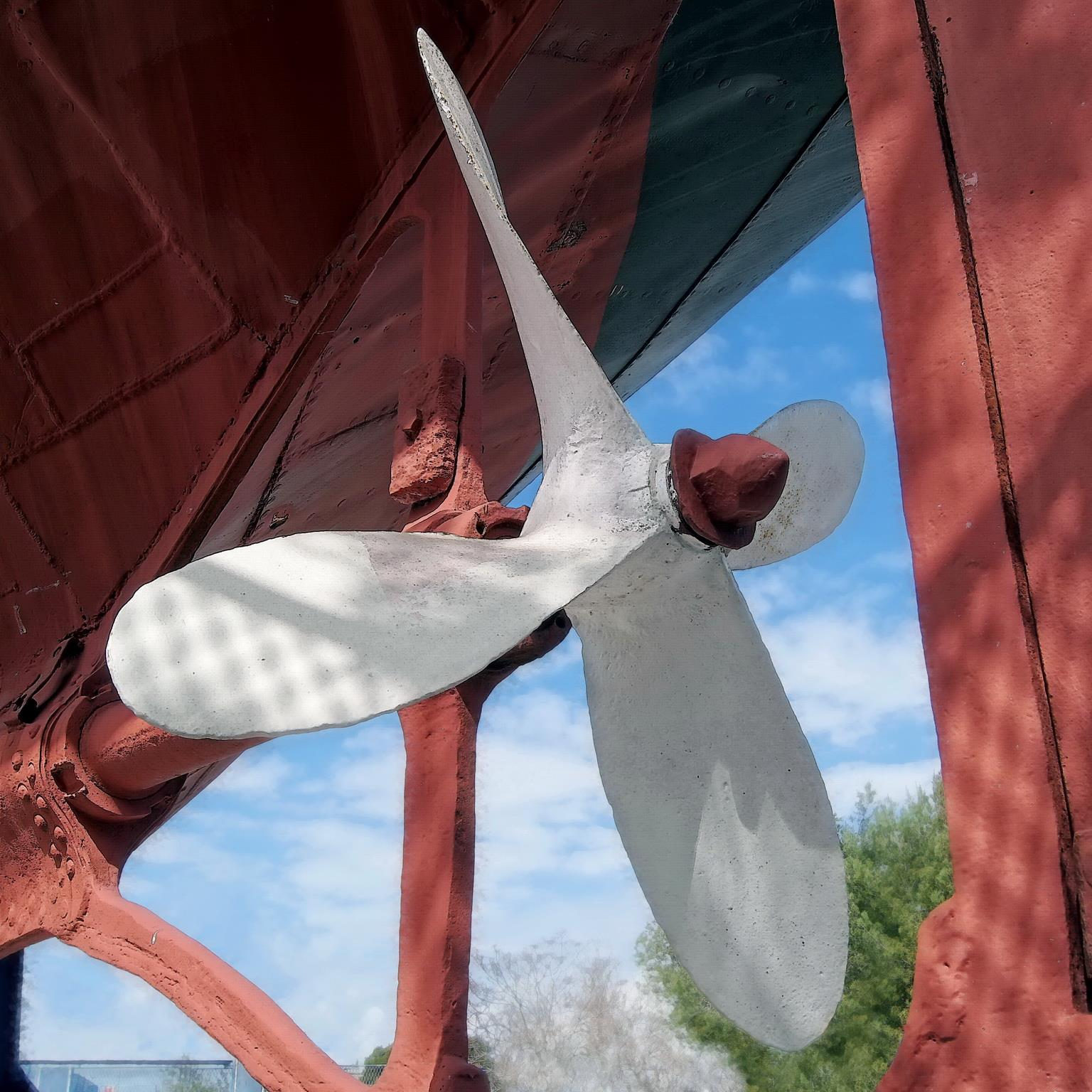
Hélice à 4 pales